# Enrique Doger
José Enrique Doger Guerrero (Puebla de Zaragoza, Puebla; 19 de agosto de 1957) es un médico, investigador, académico y político mexicano. Ha sido dos veces rector de la Benemérita Universidad Autónoma de Puebla y fue candidato a la gubernatura del Estado de Puebla por el Partido Revolucionario Institucional (PRI) para las elecciones del 1 de julio de 2018.
Ha sido integrante del Sistema Nacional de Investigadores en el campo de la neuropsicología.
Fue el primer vicerrector de Investigación (1991-1997) de la entonces Universidad Autónoma de Puebla,  y dos veces rector (1997-2001 y 2001-2005) de la máxima casa de estudios de Puebla: Benemérita Universidad Autónoma de Puebla (BUAP). 
De 2016 a 2018, fue delegado en Puebla del Instituto Mexicano del Seguro Social (IMSS), una de las instituciones públicas de México que provee servicio médico y protección social a los trabajadores. 
Ha sido diputado del Congreso del Estado de Puebla en la LVIII legislatura de 2011 a 2014, cargo al que renunció en 2012 para ser diputado federal del Congreso de la Unión en la LXII Legislatura de 2012 a 2015.
De 2005 a 2008 fue presidente municipal de Puebla de Zaragoza, durante su gestión se creó el Centro de Emergencias y Respuesta Inmediata (CERI) y se crearon comités vecinales para plantear soluciones integrales a los problemas del municipio.

## Biografía
Aunque nació en la ciudad de Puebla, por costumbres de la época, su acta de nacimiento fue firmada por el juez del Registro Civil del municipio de Acajete, quien era amigo de la familia Doger Guerrero. Por lo cual se suele decir que nació en dicho municipio.
Su padre, Enrique Doger Tanús, fue hijo de inmigrantes libaneses. Su madre, Carmen Guerrero, fue hija de una familia humilde de Puebla.

### Formación y trayectoria
Estudió la carrera de Medicina en la entonces Universidad Autónoma de Puebla (Fue nombrada Benemérita en 1987) Obtuvo el grado de Médico Cirujano y Partero el 2 de agosto de 1980. Realizó su servicio social en el área de Fisiología del Hospital Universitario de Puebla.
Cursó la maestría en Ciencias Fisiológicas y en ese grado académico se desempeñó como académico e investigador. Desarrolló investigación sobre la fisiología del cerebro, en el conocimiento de la respuesta neuronal a estímulos. 
Estudió la Especialidad en Planeación y Administración de la Educación Superior en el Instituto Nacional de Administración Pública (INAP), de 1993 a 1995.

## Trayectoria en el ámbito académico
Fue secretario académico (1989) y luego coordinador del Departamento de Ciencias Fisiológicas (1990) del Instituto de Ciencias de la Universidad Autónoma de Puebla (ICUAP). 
Su interés por el financiamiento para la investigación en la Universidad lo llevó a la Secretaría de Investigación y Estudios de Posgrado. Más tarde, esa entidad universitaria fue consolidada como Vicerrectoría y estuvo al frente de 1991 hasta 1997.
Fue integrante de la Comisión Institucional de Evaluación de la BUAP, y fungió como representante de la Academia de la Investigación Científica.

### Rector de la BUAP (1997-2005)
En este periodo la BUAP ocupó el tercer lugar en el ranking nacional entre las mejores universidades mexicanas.
La plantilla de investigadores registró un notorio crecimiento, igualmente en el número de integrantes del Sistema Nacional de Investigadores (SNI).
Se realizó la reconstrucción integral de inmuebles de la BUAP afectados por el sismo de 1999 en Puebla, especialmente el Edificio Carolino y un edificio de Medicina, en el Área de la Salud de la Universidad.
Para la reconstrucción se  nombró una comisión para que evaluara con precisión los daños en los recintos escolares y de servicios, dicha comisión estaba integrada por especialistas de las maestrías en Ingeniería Estructural, en Construcción y Valuación, de la Facultad de Ingeniería. Luego, con la confluencia de fondos federales e incluso la cooperación de exalumnos de la BUAP y la sociedad en general, se realizaron los trabajos de reconstrucción. Al cabo de nueve meses, el entonces presidente Ernesto Zedillo Ponce de León, constató el avance de las obras y que las actividades universitarias no se detuvieron, incluido el proceso de admisión de ese año
La población de alumnos tuvo incrementos de hasta 53% por la diversificación de planes de estudio, la incorporación de nuevas carreras y el crecimiento del campus en la ciudad de Puebla, así como la regionalización de la Universidad, programa con el que se llevó la educación superior a municipios que no tenían oferta académica de la universidad pública, como Chignahuapan y Tehuacán.
Lo anterior se realizó mediante un Plan General de Desarrollo Institucional   para realizar un trabajo continuo, sistemático y de metas que pudieran ser medidas tanto por la BUAP como por la Asociación Nacional de Universidades e Instituciones de Educación Superior (ANUIES).

## Trayectoria política y de servicio público
En 2004 fue invitado por el Partido Revolucionario Institucional (PRI) a ser candidato a presidente municipal. Desde entonces Enrique Doger Guerrero ha sido militante de ese partido. Ese año, el Partido Acción Nacional (PAN) mantenía el gobierno municipal y el de la República, en tanto que el gobernador de Puebla era el priista Melquíades Morales Flores. 

### Presidente municipal de Puebla de Zaragoza (2005-2008)
El 18 de noviembre de 2004 Enrique Doger Guerrero obtiene la Constancia de Mayoría de la elección de Miembros del Ayuntamiento de Puebla del Instituto Electoral del Estado (IEE), facultándolo como presidente municipal de Puebla por el periodo 2005-2008 con el 49.42% de los votos de la jornada electoral.
Durante este periodo se fundó el Centro de Emergencias y Respuesta Inmediata (CERI), el primer centro de control y mando en Puebla, el cual fue instaurado en 2007.
El CERI operó los siguientes sistemas: Monitoreo Urbano, con 17 cámaras de transmisión en tiempo real y grabación en los cruceros y avenidas de mayor conflicto vial; Rastreo Satelital, que fue instalado en un total de 68 unidades de policía y 52 de tránsito, con lo cual se coordinó y ubicó a los vehículos de seguridad pública para la asignación de los servicios de emergencia.
Se implementó un control arterial, mediante la sincronización de más de 100 semáforos. Se instalaron botones de emergencia, que en el 2007 permitieron atender mil 348 reportes de robo; con equipos y tecnología de punta se logró la Identificación de Matrículas, que instalado en cuatro unidades de Seguridad Pública coadyuvó a la recuperación de vehículos robados.
Se convocaron y construyeron 14 consejos ciudadanos para que de forma interdisciplinaria y con la participación de las personas directamente afectadas por los problemas urbanos del municipio fueran encontradas las soluciones para que el ayuntamiento de Puebla las planeara, buscara el financiamiento y operara.
El programa de alfabetización municipal “Apúntate” permitió que el total de habitantes de la capital del estado que aprendieron a leer y escribir fuera de 8 mil 528 personas, lo que colocó a Puebla como la ciudad más alfabetizada de todo el país. Con los cual se incorporaron a los cursos cerca de 15 mil personas y casi 12 mil asistieron a las aulas.
El programa trabajó en las 17 juntas auxiliares del municipio de Puebla, logrando atender a 11,658 personas en 1,316 grupos de alfabetización. Para lograrlo, se contó con la participación de más de 2,800 facilitadores de las distintas colonias del municipio que se capacitaron y apoyaron en los censos y en las clases.
Las personas alfabetizadas fueron principalmente mujeres, con una participación del 82%, mientras que únicamente el 18% de los participantes fueron hombres. Asimismo, sorprende la gran cantidad de personas jóvenes que participó dentro de los grupos: 24% menores de veinte años; 35% de 21 a 40 años; 27% de 41 a 60 años y únicamente el 14% de personas mayores de 60 años. El programa “Apúntate” recibió el “Premio Américas a la excelencia en el servicio público” en el año 2007.

### Diputado local del estado de Puebla
El 11 de julio de 2010 en las elecciones estatales Enrique Doger recibe de manos del IEE su constancia de asignación como diputado plurinominal por el PRI para ser integrante del H. Congreso del Estado de Puebla. Doger Guerrero formó parte de la LVIII legislatura de 2011 a 2012, año en que renunció a su cargo para competir como diputado federal.

### Diputado federal del H. Congreso de la Unión
En 2012 compitió en las elecciones federales de 2012 por el Partido Revolucionario Institucional (PRI), para ser diputado federal por el distrito electoral 06  con cabecera en el municipio de Puebla.
El 5 de julio de 2012 recibió del Instituto Federal Electoral la Constancia de Mayoría y validez de la elección de Diputados al H. Congreso de la Unión  de la LXII Legislatura. 
Durante el periodo 2012-2014, integró las comisiones de Salud, Educación Pública y Servicios Educativos, Desarrollo Metropolitano y la Comisión Especial de Desarrollo Regional.

### Delegado del Instituto Mexicano del Seguro Social
Como delegado del Instituto Mexicano del Seguro social dirigió las acciones, después del sismo del 19 de septiembre de 2018, que llevan a la construcción de un nuevo hospital, en sustitución del regional 36 (conocido como San Alejandro), dañado por el temblor.

### Candidato a Gobernador por el estado de Puebla
Enrique Doger Guerrero obtiene el 20 de febrero de 2018 su Constancia como Candidato del Partido Revolucionario Institucional a Gobernador del Estado de Puebla para participar en el proceso electoral constitucional 2017-2018.